# Amon Düül II
Amon Düül II (sau Amon Düül 2) este o trupă germană de muzică rock. Este considerată ca fiind una din fondatoarele scenei germane de muzică rock având și o deosebită influență în dezvoltarea krautrockului.

## Membrii formației
- Chris Karrer – violin, chitară, saxophone, vocal (1969-1981)
- John Weinzierl – chitară, bas, vocal (1969-1977)
- Falk Rogner – orgă, sintetizator, electronice (1969-1971, 1972-1975, 1981)
- Renate Knaup – vocal, tamburină (1969-1970, 1972-1975, 1981)
- Dieter Serfas – baterie (1969)
- Peter Leopold – baterie, percuție (1969-1972, 1973-1979)
- Christian "Schrat" Thierfeld – bongos, vocal, violin (1969-1970)
- Dave Anderson – bas (1969-1970)
- Lothar Meid – bas, vocal (1971-1973, 1974)
- Karl-Heinz Hausmann – clape, orgă, electronice (1971-1972)
- Danny Fichelscher – baterie, percuție, chitară (1972, 1981)
- Robby Heibl – bas, chitară, violin, vocal (1973, 1975)
- Nando Tischer – chitară, vocal (1975)
- Klaus Ebert – chitară, bas, vocal (1976-1979)
- Stefan Zauner – clape, sintetizator, vocal (1976-1979)
- Jörg Evers – bas, chitară, sintetizator (1981)

## Discografie

### Albume de studio
| An   | Titlu               | Note |
| ---- | ------------------- | --- |
| 1969 | Phallus Dei         | |
| 1970 | Yeti                | - Lansat ca LP dublu |
| 1971 | Tanz der Lemminge   | - Lansat ca LP dublu - Aka Dance of the Lemmings și Journey into a Dream (Viaggio In Un Sogno)                                                        |
| 1972 | Carnival in Babylon | |
| 1972 | Wolf City           | |
| 1973 | Utopia              | - Originally released as a Utopia album; being a side project by Amon Düül II producer Olaf Kübler - Only re-releases credit the band as Amon Düül II |
| 1973 | Vive La Trance      | |
| 1974 | Hijack              | - Aka Hi-Jack |
| 1975 | Made in Germany     | - Lansat ca dublu LP în Germany și single LP înafara Germaniei                                                                                        |
| 1976 | Pyragony X          | |
| 1977 | Almost Alive...     | |
| 1979 | Only Human          | |
| 1981 | Vortex              | |
| 1995 | Nada Moonshine #    | |
| 2010 | Düülirium           | - Publicat inițial ca Bee As Such - Publicat pentru prima oară pe CD și vinil în 2014                                                                 |

### Albume live
| An   | Titlu           | Note                      |
| ---- | --------------- | ------------------------- |
| 1973 | Live in London  |                           |
| 1992 | Live in Concert | - BBC recording from 1973 |
| 1996 | Live in Tokyo   |                           |

### Compilații
| An   | Titlu                                  | Note                                           |
| ---- | -------------------------------------- | ---------------------------------------------- |
| 1975 | Lemmingmania                           |                                                |
| 1978 | Rock in Deutschland Vol.1              |                                                |
| 1989 | Milestones                             |                                                |
| 1993 | Surrounded by the Bars                 |                                                |
| 1994 | The Greatest Hits                      |                                                |
| 1996 | Kobe (Reconstructions)                 |                                                |
| 1996 | Eternal Flashback                      |                                                |
| 1997 | Flawless                               |                                                |
| 1997 | The Best of 1969-1974                  |                                                |
| 1997 | Drei Jahrzehnte (1968-1998)            |                                                |
| 1999 | The UA Years: 1969-1974                |                                                |
| 2000 | Manana                                 |                                                |
| 2001 | Once Upon A Time - Best Of 1969 - 1999 |                                                |
| 2005 | Anthology                              | - A complete Amon Düül II career retrospective |

### Single-uri
| An   | Titlu                  | Note                      |
| ---- | ---------------------- | ------------------------- |
| 1970 | Archangels Thunderbird | b/w Soap Shop Rock        |
| 1970 | Rattlesnakeplumcake    | b/w Between the Eyes      |
| 1971 | Light                  | b/w Lemmingmania          |
| 1972 | All the Years Round    | b/w The Tables Are Turned |
| 1974 | Pigman                 | b/w Mozambique            |
| 1974 | Mirror                 | b/w Liquid Whisper        |
| 1979 | Don't Turn Too Stone   | b/w Spaniards & Spacemen  |